# Cubulco
Cubulco è un comune del Guatemala facente parte del dipartimento di Baja Verapaz.
Cubulco si trova nel centro nord del Guatemala, a 49 chilometri dalla capitale dipartimentale e a 200 chilometri da Città del Guatemala.
Il nome completo di questo comune è Santiago Cubulco: il nome "Santiago" rende omaggio al santo patrono della città: Santiago Apostolo, celebrato con una fiera nei giorni che vanno dal 20 al 25 di luglio, mentre "Cubulco" deriva dalla lingua K'akch'ikel, che si traduce come "casa delle ghirlande".

## Popolazione
La sua popolazione è prevalentemente indigena. La storia di Cubulco risale all'epoca precolombiana ed è uno dei pochi luoghi del Guatemala in cui si parla ancora la lingua Achí. I residenti locali mantengono viva la loro eredità Maya attraverso l'abbigliamento tradizionale, l'artigianato e la lingua.
Negli ultimi anni, Cubulco ha visto un boom dell'istruzione. Molte scuole si sono concentrate sulla conservazione della lingua e della cultura Achí, assicurando che le generazioni future possano apprezzare e continuare queste tradizioni.
Il comune di Cubulco ospita una ricca diversità etnica, con il 68% della sua popolazione che si identifica come indigena, proveniente dai gruppi etnici K'iché e Achi. Secondo l'ultimo censimento effettuato nel 2002, la popolazione totale del comune è di 46.909 abitanti, di cui 35.392 si identificano come indigeni e 11.517 come ladini. La popolazione indigena appartiene principalmente all'etnia K'iché e parla sia la lingua Achi che la lingua spagnola.
È importante ricordare che una parte della popolazione è emigrata in altri luoghi in cerca di migliori opportunità. Il 6% si è trasferito fuori dal dipartimento in luoghi come Flores Petén, Chisec, Fray Bartolomé de las Casas, Santa Catarina La Tinta e Playa Grande Ixcán, in cerca di terreni fertili, raccolti migliori e lavoro. Il 3% si è trasferito in altri comuni del dipartimento in cerca di lavoro e opportunità di business. E il 10% è emigrato negli Stati Uniti.
Per quanto riguarda l'alfabetizzazione, il censimento del 2002 ha mostrato che dei 46.909 abitanti, 15.949 erano alfabetizzati e 30.960 analfabeti, con un tasso di analfabetismo del 66%.
La densità della popolazione è di 98,28 persone per km2. Le donne sono più numerose degli uomini. Sono statu individuati 59 luoghi sacri situati in tutto il municipio.
La religione ufficiale è la cattolica.

## Storia
Cubulco, che inizialmente era conosciuta come Nima' Cubul e Cubuleb', fa parte delle comunità create dagli insediamenti Maya K'iché. Secondo alcuni storici, questo era il villaggio più lontano in termini di distanza, un insediamento collegato al circuito di Rabinal
Durante l'epoca preispanica, i re K'iché si trovavano a Chiyub', un villaggio vicino all'odierna Santa Cruz del Quiché. Come strategia di controllo, inviarono a popolare tutta Rabinal con gli abitanti di Sacapulas. Questo, in risposta agli abitanti che si resero indipendenti dalla città e crearono la comunità degli Achí. Nel periodo precolombiano questo comune si conosceva con il nome di Nima Cubul' o Cubuleb. L'attuale municipio fu fondato nel 1537 dal frate Francisco Ximenez e dal frate Bartolomè de las Casas.
Alcuni dei siti archeologici che testimoniano la ricca storia della regione sono Belejeb' Tzaq, Chilu, El Tablón, Los Cimientos, Moxpan, Nim Poqom, Plan de Tierra e Pueblo Viejo. Ognuno di questi siti archeologici offre uno sguardo affascinante sul passato dell'intera regione.